# Islamska zajednica u Srbiji
Islamska zajednica u Srbiji (IZS) je vjerska organizacija muslimana u Sandžaku ↓1 i Srbiji. ↓2
Duhovno vodstvo muslimana u Sandžaku i Srbiji zove se Mešihat, a najviši predstavnik Islamske zajednice u Srbiji je muftija. Trenutačni sandžački muftija i predsjednik Mešihata Islamske zajednice u Srbiji je Mevlud ef. Dudić koji je na ovoj dužnosti od 2014. godine. Islamska zajednica u Srbiji je Mešihat Islamske zajednice u Bosni i Hercegovini, zbog čega je reis-ul-ulema vrhovni poglavar muslimana i u Srbiji.
Sjedište Islamske zajednice u Srbiji nalazi se u Novom Pazaru.

## Povijest
U Kneževini Srbiji rješenjem kneza Mihaila Obrenovića od 18. svibnja 1868. godine islam je priznat kao vjera. Sjedište muftije bilo je u Nišu do Balkanskih ratova. Menšurom šejh-ul-islama 1909. godine za muftiju u Nišu postavljen je Mehmed Zekerijah ef. Ćinara s nadležnošću za raspravljanje šerijatskih poslova na cijeloj teritoriji Kraljevine Srbije. Poslije Balkanskih ratova Uredbom od 18. kolovoza 1913. godine Srbija je još jednom potvrdila slobodu ispovjedanja islama. 
Poslije Prvog svjetskog rata u Kraljevinu Srba, Hrvata i Slovenaca muslimani su ušli s tri odvojene vjerske zajednice: u Bosni i Hercegovini, Hrvatskoj i Sloveniji s reis-ul-ulemom na čelu sa sjedištem u Sarajevu, u Srbiji (Sandžaku, Sjevernoj Makedoniji, Kosovu) na čelu s muftijom čije je sjedište premješteno iz Niša u Beograd i u Crnoj Gori na čelu s muftijom sa sjedištem u Baru. 
Da bi se otklonile razlike u pogledu državnog upravljanja i nadzora 12. rujna 1919. donesena je Privremena uredba o upravi vakufa u Kraljevini SHS, koja 28. veljače 1922. zamijenjena zakonom. Muslimani u Srbiji (Sjevernoj Makedoniji, Sandžaku, Kosovu) i Crnoj Gori od tada su činili jednu vjersku zajednicu pod upravom vrhovnog muftije u Beogradu. Muslimani u Bosni i Hercegovini, Hrvatskoj i Sloveniji su i dalje živjeli u Islamskoj zajednici na čelu s reis-ul-ulemom i sjedištem u Sarajevu. Prema navedenoj uredbi i zakonu o upravi vakufa nadzor nad vakufima i upravu Središnjeg vakufskog fonda za teritoriju Srbije (Sjeverne Makedonije, Sandžaka, Kosova) i Crne Gore vodilo je Ministarstvo vjera, a uprava vakufa u Bosni i Hercegovini i dalje je ostavljena u nadležnost vakufsko-merafskih organa koji su tamo prije postojali.
Na prijedlog resornog ministra pravde i uz suglasnost Ministarskog vijeća donijelo je ukaz kojim je kralj postavljao: reis-ul-ulemu, članove Ulema-medžlisa i muftije. Protiv ovog ukaza ustao je tadašnji reis-ul-ulema Mehmed Džemaluddin ef. Čaušević, koji je u znak prosvjeda podnio ostavku na dužnost reis-ul-uleme. Svoj prosvjed je opravdao time što je kralj ukazom narušio autonomiji Islamske zajednice u Jugoslaviji. 
Prvi Ustav Islamske zajednice u Kraljevini Jugoslaviji donijet je 9. srpnja 1930. godine. Hfz. Ibrahim ef. Maglajlić je izabran za novog reis-ul-ulemu u Kraljevini Jugoslaviji. Položio je zakletvu i primio menšuru 19. lipnja 1930. godine u Bajrakli džamiji u Beogradu 31. listopada 1930. godine. Usvajanjem novog ustava i izborom za reisu-l-ulemu hfz. Ibrahim ef. Maglajlića, Vrhovno islamsko starješinstvo i sjedište reis-ul-uleme preneseno je iz Sarajeva u Beograd. Zakon o Islamskoj zajednici u Jugoslaviji iz 1930. izmijenjen je i dopunjen Zakonom o pravnom položaju vjerskih zajednica 28. veljače 1936. godine. Ovim propisom ukinuta su muftijstva i sjedište reis-ul-uleme je ponovo vraćeno u Sarajevo.
Poslije Drugog svjetskog rata, formiranjem nove države SFR Jugoslavije, Islamska zajednica u Srbiji funkcionira u okviru Vrhovnog islamskog starješinstva Islamske zajednice u Jugoslaviji kao Starješinstvo Islamske zajednice za Srbiju sa sjedištem u Prištini. U ovom periodu dolazi do obnavljanja institucija i vakufa Islamske zajednice u Srbiji preko postavljenja glavnog imama beogradskog, a 1981. i obnavljanjem muftijstva beogradskog s nadležnošću za Srbiju i Vojvodinu bez Kosova i Sandžaka. 
Raspadom SFR Jugoslavije razbija se Islamska zajednica u njoj, Starješinstvo Islamske zajednice za Srbiju prestaje da postoji. Godine 1993. godine na Obnoviteljskom saboru u Sarajevu formira se Mešihat Islamske zajednice u Sandžaku na čelu s muftijom, sa sjedištem u Novom Pazaru. Za prvog muftiju je izabran Muamer ef. Zurkorlić. Ovaj Mešihat je 2007. godine prerastao u Mešihat Islamske zajednice u Srbiji, na taj način povezujući muslimane iz Sandžaka s medžlisima i džematima na području središnje Srbije i Vojvodine.

## Muftije
| predsjednici Mešihata Islamske zajednice u Sandžaku                 |                     |                |                |          |
| #                                                                   | Ime i prezime       | Mandat započeo | Mandat završio | Napomena |
| 1.                                                                  | Muamer ef. Zukorlić | 1993.          | 2007.          |          |
| predsjednici Mešihata Islamske zajednice za Sandžak i Srbiju        |                     |                |                |          |
| 1.                                                                  | Muamer ef. Zukorlić | 2007.          | 2014.          |          |
| 2.                                                                  | Mevlud ef. Dudić    | 2025.          | 2025.          |          |
| predsjednik Mešihata Islamske zajednice u Srbiji, muftija sandžački |                     |                |                |          |
| 1.                                                                  | Mevlud ef. Dudić    | 2025.          | Trenutačno     |          |

## Organizacija
Mešihat Islamske zajednice Sandžaka osnovan je za područje Sandžaka na Konstituirajućem Saboru 30. listopada 1993. godine, a na Objediniteljskom Saboru 27. ožujka 2007. godine preimenovan je u Mešihat Islamske zajednice u Srbiji s četiri muftijastva. Sabor Islamske zajednice u Srbiji je najviše predstavničko i zakonodavno tijelo Islamske zajednice koji u svom radu slijedi princip islamske šure. Mešihat Islamske zajednice u Srbiji je najviši vjerski i administrativni organ Islamske zajednice. Predsjednik Mešihata je bio ujedno i muftija Mešihata Islamske zajednice za Sandžak i Srbiju. 
Veljače 2025. došlo je reorganizacije unutar Mešihata u Srbiji. Usvojena je odluka o usklađivanju Ustava Islamske zajednice u Srbiji s Ustavom Islamske zajednice u Bosni i Hercegovini u dijelu kojim se regulira izbor i status muftija na području Mešihata. Donijeta je odluka da se s oblasnih muftija prenesu ingerencije na glavnog muftiju. Novom odlukom, muftija sandžački je automatizmom predsjednik Mešihata Islamske zajednice u Srbiji, dok se na tri ostala muftijstva imenuju koordinatori. Muftiju bira Sabor Islamske zajednice a potvrđuje reis-ul-ulema.
Muftijstva
| Muftijstva |                     |            |                                       |
| #          | Naziv               | Sjedište   | Muftija                               |
| 1.         | Sandžački muftiluk  | Novi Pazar | muftija Mevlud ef. Dudić              |
| 2.         | Beogradski muftiluk | Beograd    | koordinator Nedžad ef. Hasanović      |
| 3.         | Novosadski muftiluk | Novi Sad   | koordinator hfz. Nedžad ef. Hasanović |
| 4.         | Preševski muftiluk  | Preševo    | koordinator Ragmi ef. Destani         |

Muftijstva su podijeljena na medžlise, koji su podijeljeni na džemate. Džemati čine najmanje organizacione jedinice Islamske zajednice.
Prema procjenama, u Srbiji se nalazi oko 200 vjerskih objekata u kojima muslimani obavljaju svoje vjerske dužnosti. Kada je riječ o džamijama, najveći broj džamija se nalazi Sandžaku i to oko 150, u Preševskoj dolini (Bujanovac, Preševo i Medveđa) ih je više od 70, dok se u Središnjoj Srbiji nalaze dvije – po jedna u Beogradu i Nišu, te u Vojvođanskom gradu Subotici jedna džamija.

## Ustanove
Ustanove koji djeluje u sklopu Islamske zajednice u Srbiji su:

### Mektebi
- Mektebi djeluju na području džemata, u sklopu svakog medžlisa

### Medrese
- Gazi Isa-begova medresa u Novom Pazaru, osnovana u 15. stoljeću
  - Gazi Isa-begova medresa, Odjel u Rožaju, osnovan 2001.
  - Gazi Isa-begova medresa, Odjel u Preševu, osnovan 2014.
  - Gazi Isa-begova medresa, Odjel u Tutinu, osnovan 2020.

### Fakulteti
- Fakultet za islamske studije u Novom Pazaru, osnovan 2001.

### Media centar
- Glas islama - glasilo Islamske zajednice, osnovano u Novom Pazaru 1996.

### Organizacije
- Muslimanski omladinski klub, osnovan u Novom Pazaru 1999.
- Udruga uleme Islamske zajednice u Srbiji, osnovana u Novom Pazaru 2007.
- Udruga žena Merjem, osnovana u Novom Pazaru, 2007.

### Druge ustanove
- Nakladnička kuća El-Kelimeh, osnovana u Novom Pazaru 1993.
- Agencija za sertificiranje halal kvalitete, osnovana u Novom Pazaru 2007.
- Škola Kur'ana Časnog, osnovana u Novom Pazaru 2010.
- Vakufska direkcija, osnovana u Novom Pazaru 2014.

## Logoi
- IZ u Srbiji (1993. – 2015.)
- IZ u Srbiji (2015. – danas)